# Chalcothea sumatrana
Chalcothea sumatrana är en skalbaggsart som beskrevs av Franz Antoine 2000. Chalcothea sumatrana ingår i släktet Chalcothea och familjen Cetoniidae. Inga underarter finns listade i Catalogue of Life.